# Skansgaarden
Skansgaarden var en större gård med 12 husmansplatser nära Kongsvinger, Norge. Den 18 maj 1808 ägde vid Skansgaarden och Mobekk en sammanstötning rum mellan svenskar och norrmän. Senare blev det en fattiggård.